# 德興阿
德興阿（转写：Dehingga；19世纪？—1867年），喬佳氏，清朝将领，滿洲正黃旗人，籍貫黑龍江齊齊哈爾，原駐防黑龍江；因能空手奪飛馬，咸豐帝賞黃馬褂。

## 生平
- 道光（1821年—1850年）末年，由驻京前锋授蓝翎侍卫、乾清门行走，累擢头等侍卫。
- 咸豐二年（1852年），德興阿奉命率黑龍江兵至琦善麾下，守江北大營；咸豐三年，隨琦善攻揚州，屯兵蔣家廟，擊敗太平軍．在三汊河之戰時，再破太平軍，升官副都統。
- 咸豐六年，咸豐帝免托明阿職，任德興阿為欽差大臣，加都統銜。德興阿指揮奪佔揚州、江浦、浦口，成為江北大營主帥。
- 咸豐七年，德興阿駐瓜州，斬敵將陳磊。戰至十一月，收復太平軍攻下四年的瓜洲，獲賜雙眼花翎，予騎都尉世職．
- 咸豐八年春。太平軍英王陳玉成由安徽攻至，與戰，德興阿戰敗，退保六合，被奪雙眼花翎，革職留任。陳玉成打垮德興阿，把握機會直捲江北，連奪江浦、天長、儀徵數地，德興阿大敗，不能戰，揚州失陷，德興阿被免去世職。
- 時兩江總督何桂清及和春上書彈劾德興阿，咸豐九年，德興阿久攻不下六合，咸豐決定將其革職召還，德興阿自此退出太平天國戰爭，江北也此由不置欽差大臣，而江北大營軍務由向榮部屬和春總理。德興阿回京後授「六品頂戴」，歸科爾沁旗忠親王僧格林沁幕下。
- 同治五年（1866年），授漢軍正紅旗副都統，幫辦新疆軍務。同治六年，母亲逝世，丁憂。同年德兴阿逝世，賜卹，諡威恪。

## 延伸阅读
[在维基数据编辑]
 《清史稿·卷403》，出自趙爾巽《清史稿》